# Rückstoßtemperatur
In der Quantenoptik ist die Rückstoßtemperatur oder Recoil-Temperatur eine charakteristische Temperatur beim Laserkühlen von Atomen. Sie ist definiert als die Temperatur, die einem ruhenden Atom zugeordnet werden kann, das genau ein Photon auf dem verwendeten Kühlübergang aussendet und damit einen kleinen Impulsübertrag (Rückstoß) erfährt.
Das vom Atom emittierte Photon besitzt den Impuls {\displaystyle p_{\gamma }=\hbar k=h/\lambda } ({\displaystyle h}: Planck-Konstante, {\displaystyle \lambda }: Wellenlänge des Photons, {\displaystyle k=2\pi /\lambda }: Wellenzahl). Aufgrund der Impulserhaltung erhält das Atom einen dazu genau entgegengesetzten Impuls. Wenn das Atom die Masse {\displaystyle m} besitzt, folgt aus dieser Impulsänderung die kinetische Energie {\displaystyle E_{\text{kin, Atom}}=p_{\gamma }^{2}/(2m)}. Dieser kinetischen Energie kann nun formal eine Temperatur, die Rückstoßtemperatur, zugeordnet werden:
{\displaystyle T_{\text{recoil}}={\frac {\hbar ^{2}k^{2}}{mk_{\text{B}}}}}
Dabei ist {\displaystyle k_{B}} die Boltzmann-Konstante. 
Die Rückstoßtemperatur ist die niedrigste Temperatur, die erreicht werden kann, wenn Atome durch Absorption und Emission von Photonen mit einem Verfahren gekühlt werden, bei dem die Atome permanent mit dem Licht wechselwirken. Man spricht auch vom Recoil limit.
Die Rückstoßtemperatur hat typischerweise eine Größenordnung von {\displaystyle 1\,\mathrm {\mu K} } und ist damit deutlich niedriger als die Doppler-Temperatur. Die Rückstoßtemperatur kann z. B. näherungsweise mit dem Verfahren des Sisyphuskühlens erreicht werden.

## Rückstoßgeschwindigkeit
Analog zur Rückstoßtemperatur wird die Rückstoßgeschwindigkeit oder Recoil-Geschwindigkeit {\displaystyle v_{\text{recoil}}} als diejenige Geschwindigkeitsänderung definiert, die ein Atom bei der spontanen Emission eines Photons erfährt:
{\displaystyle v_{\text{recoil}}={\frac {\hbar k}{m}}={\frac {p_{\gamma }}{m}}}
Sie beträgt typischerweise einige wenige cm/s.